# O Corpo Lésbico
"O Corpo Lésbico (em francês: Le Corps Lesbien) é um romance de 1973 escrito por Monique Wittig. Foi traduzido para o inglês em 1975." 

## Trama
De acordo com o obituário de Wittig publicado no The New York Times, "amantes lésbicas invadem literalmente os corpos uma da outra como um ato de amor”. 

## Significado literário e crítica
"Wittig contou: 'Quando me deparei com o título Corpos  Lésbico, a combinação dessas duas palavras me fez rir — era um sarcasmo absurdo."